# Инсулл, Сэмюэл
Сэмюэл Инсулл (англ. Samuel Insull, 11 ноября 1859, Лондон, Великобритания — 16 июля 1938, Париж, Франция) — американский бизнесмен британского происхождения, соратник Томаса Эдисона.

## Биография
Родился в Лондоне в семье мелкого служащего, с 14 лет работал секретарём и бухгалтером. В 1879 году стал секретарём в лондонском представительстве компании Томаса Эдисона.
В 1881 году Инсулл эмигрировал в США и стал личным секретарём Эдисона, а уже в 1889 году стал вице-президентом компании Edison General Electric.
В 1892 году он был послан в Чикаго, где стал президентом Chicago Edison Company. При Инсулле на электростанции в Чикаго был установлен гигантский по тем временам генератор переменного тока мощностью 5000 кВт. Его компания разработала гибкую тарифную сетку, позволявшую крупным потребителям электроэнергии платить меньше; к тем, кто хотел провести к себе электричество, кабели прокладывались бесплатно. Благодаря панике 1893 года Инсулл смог задёшево скупить конкурирующие компании, и к 1907 году его компания стала монополистом на электроэнергетическом рынке Чикаго.
Затем Инсулл участвовал в скупке акций компаний чикагских электрических городских железных дорог, и в результате в 1924 году была создана единая Chicago Rapid Transit Company. К концу 1920-х годов электричество компаний Инсулла потребляли 5 тыс. населённых пунктов в 32 штатах. Холдингу Инсулла Middle West Utilities принадлежали железнодорожные компании, трамвайные линии, а также множество фирм, не имевших прямой связи с электричеством. К 1932 году акционерами компаний Инсулла были более миллиона человек.
Однако из-за начавшейся в 1929 году Великой депрессии в 1930 году холдинг Инсулла впервые понёс убытки. В 1932 году Middle West Utilities и другие компании Инсулла были объявлены банкротами, а в октябре 1932 года самого Инсулла обвинили в растрате и мошенничестве.
К этому времени он поселился в Греции, откуда его отказались выдать в США. Но в 1934 году срок действия греческой визы Инсула закончился, он попытался перебраться в Румынию, но туда его не пустили, затем судно, на котором он плыл, задержали власти Турции, Инсулл оказался в тюрьме в Стамбуле и был выдан США, куда был доставлен в мае 1934 года.
Однако в итоге суд полностью оправдал Инсулла, и он перебрался в Париж, где умер от сердечного приступа в 1938 году на станции метро. Утверждалось, что при нём не нашли никаких денег, но это было, видимо, связано с тем, что его кошелёк был украден.